# М2 (Варшавски метро)
Линија М2 је друга линија варшавског метроа. Тренутно је дуга 18,9 км, има 18 станица и креће се од насеља Бродно у округу Тарговек до округа Горце у Бемову. Планирани завршетак линије је 2026. и саобраћаће од Тарговека до Бемова и бројаће 21 станицу. 
Траса метро линије М2 потврђена је 2006. Наредне 2007. расписан је тендер за завршетак централне деонице трасе од Воле до Праге. Тендер је поништен 2008. и расписан нови. 2009. завршен је нови тендер и потписан је уговор са конзорцијумом АГП Метро Полска.  30. септембра 2014. завршена је изградња централне деонице и уследио је коначни пријем инвестиције. Линија је отворена 4. марта 2015.
2014. расписан је тендер за први наставак „3+3“, који се састоји од завршетка три станице на западу и три станице источно од постојеће централне деонице. Тендер је завршен крајем 2015. године, а почетком 2016. потписан је уговор за завршетак источног проширења, а у септембру је уследило потписивање уговора за проширење на западу. Отварање источног продужетка до Троцке одржано је 15. септембра 2019., а западног проширења до станице Војвода Јануш 4. априла 2020. 
Варшавски метро је 2016. године изабрао извођаче другог проширења, првобитно познатог као „3+2“, који је укључивао 3 станице на истоку и 2 на западу. Ово је даље проширено на "3+5", додајући још 3 станице на западном крају. Станице метроа Бемово и Улрихов отворене су 30. јуна 2022.  Проширење на станице Зацише, Кондратовича и Бродно отворено је 28. септембра 2022.  Планирани завршетак проширења је 2026., отварањем станица Лазурова, Хшанов и Каролин. 

## Историја

### Први планови проширења
Први планови проширења су претпостављали да би, након завршетка централног дела, продужетак до Бемова могао бити завршен до 2017., а након тога и огранак до Бродна до 2020. Након ових предлога, градско веће Варшаве анализирало је концепт продужења метро линије М2 у оба смера истовремено, мада у мањим корацима. Претпостављало се да ће продужеци до станица Ксенча Јануша и Троцка бити отворени за јавну употребу до 2017.

### Пројекат Биалоленка
Окружно веће Биалоленке усвојило је 14. децембра 2011. званичну резолуцију о измени планиране трасе метро линије М2. Резолуцијом је предложено уклањање метро станице Бродно поред улица Кондратовича и Рембелињска. Нови концепт је предложио наставак линије северно поред улице Кондратовича, усмеравајући метро линију до новопредложене метро станице поред аутопута Траса Торуњска и улице Глебоцка.
У априлу 2013. предложено продужење метро линије М2 је одбијено. Главне оптужбе односиле су се на неслагања између пројеката и одредби локалних планова просторног развоја и недостатак одговарајуће документације која описује утицај инвестиције на подземне воде.

### Повратак на почетни концепт проширења
У јуну 2014. представљен је нови распоред проширења линије, који је претпостављао да ће до 2018. бити завршене још три станице у оба смера, а следеће деонице до станица Горце и Бродно биће изграђене до 2020. Тада се претпостављало да ће изградња 11 метро станица током 6 година коштати око 8 милијарди злота. То је значило да метро вероватно неће одлучити да изгради крак до Биалоленке. У августу 2014. издата је одлука о заштити животне средине за деоницу према Тарговеку, а крајем септембра за деоницу у Воли.

## Тренутне станице
| Назив                  | Слика | Датум отварања      | Координате                                            |
| ---------------------- | ----- | ------------------- | ----------------------------------------------------- |
| Bemowo                 |       | 30. јун 2022.       | 52° 08′ 31″ С; 20° 32′ 37″ И / 52.1419° С; 20.5437° И |
| Ulrychów               |       | 30. јун 2022.       | 52° 08′ 33″ С; 20° 33′ 17″ И / 52.1425° С; 20.5548° И |
| Księcia Janusza        |       | 4. април 2020.      | 52° 14′ 21″ С; 21° 56′ 39″ И / 52.2391° С; 21.9442° И |
| Młynów                 |       | 4. април 2020.      | 52° 14′ 16″ С; 21° 57′ 36″ И / 52.2377° С; 21.9599° И |
| Płocka                 |       | 4. април 2020.      | 52° 13′ 54″ С; 21° 58′ 01″ И / 52.2316° С; 21.9670° И |
| Rondo Daszyńskiego     |       | 8. март 2015.       | 52° 08′ 05″ С; 21° 35′ 24″ И / 52.1348° С; 21.5900° И |
| Rondo ONZ              |       | 8. март 2015.       | 52° 08′ 09″ С; 21° 35′ 43″ И / 52.1359° С; 21.5954° И |
| Świętokrzyska          |       | 8. март 2015.       | 52° 08′ 56″ С; 21° 01′ 37″ И / 52.149° С; 21.027° И   |
| Nowy Świat-Uniwersytet |       | 8. март 2015.       | 52° 08′ 28″ С; 21° 00′ 21″ И / 52.1412° С; 21.0059° И |
| Centrum Nauki Kopernik |       | 8. март 2015.       | 52° 08′ 33″ С; 21° 00′ 55″ И / 52.1424° С; 21.0153° И |
| Stadion Narodowy       |       | 8. март 2015.       | 52° 08′ 40″ С; 21° 01′ 25″ И / 52.1445° С; 21.0236° И |
| Dworzec Wileński       |       | 8. март 2015.       | 52° 09′ 05″ С; 21° 01′ 15″ И / 52.1515° С; 21.0207° И |
| Szwedzka               |       | 15. септембар 2019. | 52° 09′ 17″ С; 21° 01′ 27″ И / 52.1547° С; 21.0242° И |
| Targówek Mieszkaniowy  |       | 15. септембар 2019. | 52° 09′ 39″ С; 21° 01′ 49″ И / 52.1608° С; 21.0303° И |
| Trocka                 |       | 15. септембар 2019. | 52° 09′ 47″ С; 21° 01′ 55″ И / 52.1631° С; 21.0320° И |
| Zacisze                |       | 28. септембар 2022. | 52° 10′ 12″ С; 21° 02′ 03″ И / 52.1701° С; 21.0343° И |
| Kondratowicza          |       | 28. септембар 2022. | 52° 10′ 23″ С; 21° 01′ 32″ И / 52.1731° С; 21.0255° И |
| Bródno                 |       | 28. септембар 2022. | 52° 10′ 25″ С; 21° 00′ 53″ И / 52.1736° С; 21.0146° И |